# Dilar meridionalis
Dilar meridionalis là một loài côn trùng trong họ Dilaridae thuộc bộ Neuroptera. Loài này được Hagen miêu tả năm 1866.